# Ijakob Kadžaija
Ijakob Kadžaija (* 28. září 1993 Cchaltubo) je gruzínský zápasník – klasik.

## Sportovní kariéra
Zápasení se věnoval od 12 let v rodném Cchaltubo na sportovní škole. Pod vedením Demura Kirtavy se později specializoval na řecko-římský styl. Vrcholově se připravuje v Tbilisi pod vedením Zazy Silagadzeho. V gruzínské mužské reprezentaci klasiků se prosadil od roku 2014 v supertěžké váze do 130 kg. V roce 2016 se na druhé světové olympijské kvalifikaci v tureckém Istanbulu kvalifikoval na olympijské hry v Riu. Ve druhém kole vyřadil Ukrajince Oleksandr Černeckyj v závěru zápasu vítězstvím na lopatky, ve čtvrtfinále však nestačil na Rusa Sergeje Semjonova, kterému podlehl 0:5 na technické body.
Od roku 2017 si udržuje pozici gruzínské reprezentační jedničky v supertěžké váze. V roce 2019 se stal po dodatečné diskvalifikaci Bělarusa Kirilla Griščenka vítězem červnových Evropských her v Minsku. V září téhož roku se třetím místem na mistrovství světa v Nursultanu (Astaně) kvalifikoval na olympijské hry v Tokiu.

### Výsledky v zápasu řecko-římském
| Olympijské hry     |    |   | —  |    |     |     | 7.  |   |    |    |   | —  |  |  |  |  |  |  |  |  |  |  |  |  |  |  |  |
| Mistrovství světa  |    | — |    | —  | úč. | úč. |     | — | —  | 3. |   | —  |  |  |  |  |  |  |  |  |  |  |  |  |  |  |  |
| Evropské hry       |    |   |    |    |     | 5.  |     |   |    | 1. |   |    |  |  |  |  |  |  |  |  |  |  |  |  |  |  |  |
| Mistrovství Evropy |    | — | —  | —  | —   | 5.  | úč. | — | 3. | 2. | — | 2. |  |  |  |  |  |  |  |  |  |  |  |  |  |  |  |
| ME do 24 let       |    |   |    |    |     | —   | 1.  |   |    |    |   |    |  |  |  |  |  |  |  |  |  |  |  |  |  |  |  |
| MS juniorů         | —  | — | 3. | —  |     |     |     |   |    |    |   |    |  |  |  |  |  |  |  |  |  |  |  |  |  |  |  |
| ME juniorů         | —  | — | 3. | 1. |     |     |     |   |    |    |   |    |  |  |  |  |  |  |  |  |  |  |  |  |  |  |  |
| ME dorostenců      | 2. |   |    |    |     |     |     |   |    |    |   |    |  |  |  |  |  |  |  |  |  |  |  |  |  |  |  |

### Olympijské hry a mistrovství světa
| Olympijské hry a mistrovství světa                     | Olympijské hry a mistrovství světa                 | Olympijské hry a mistrovství světa                 | Olympijské hry a mistrovství světa                 | Olympijské hry a mistrovství světa                 | Olympijské hry a mistrovství světa                 | Olympijské hry a mistrovství světa                 | Olympijské hry a mistrovství světa                 | Olympijské hry a mistrovství světa                 | Olympijské hry a mistrovství světa                 | Olympijské hry a mistrovství světa                 |
| Kolo                                                   | Výsledek                                           | Bilance                                            | Soupeř                                             | Výsledek                                           | KB                                                 | ∑KB                                                | Styl                                               | Datum                                              | Turnaj                                             | Místo                                              |
| 2019 Mistrovství světa do 130 kg v klasickém stylu     | 2019 Mistrovství světa do 130 kg v klasickém stylu | 2019 Mistrovství světa do 130 kg v klasickém stylu | 2019 Mistrovství světa do 130 kg v klasickém stylu | 2019 Mistrovství světa do 130 kg v klasickém stylu | 2019 Mistrovství světa do 130 kg v klasickém stylu | 2019 Mistrovství světa do 130 kg v klasickém stylu | 2019 Mistrovství světa do 130 kg v klasickém stylu | 2019 Mistrovství světa do 130 kg v klasickém stylu | 2019 Mistrovství světa do 130 kg v klasickém stylu | 2019 Mistrovství světa do 130 kg v klasickém stylu |
| ------------------------------------------------------ | -------------------------------------------------- | -------------------------------------------------- | -------------------------------------------------- | -------------------------------------------------- | -------------------------------------------------- | -------------------------------------------------- | -------------------------------------------------- | -------------------------------------------------- | -------------------------------------------------- | -------------------------------------------------- |
| finále                                                 | vítězství                                          | 7-4                                                | Eduard Popp (GER)                                  | tech. body (5:0)                                   | 3                                                  | 14                                                 | Zápas řecko-římský                                 | 16.-17 září 2019                                   | Mistrovství světa                                  | Nur-Sultan, Kazachstán                             |
| opravy                                                 | vítězství                                          | 6-4                                                | Yasmany Acosta (CHL)                               | tech. body (2:1)                                   | 3                                                  | 11                                                 | Zápas řecko-římský                                 | 16.-17 září 2019                                   | Mistrovství světa                                  | Nur-Sultan, Kazachstán                             |
| čtvrtfinále                                            | prohra                                             | 5-4                                                | Rıza Kaya'alp (TUR)                                | tech. body (1:5)                                   | 1                                                  | 8                                                  | Zápas řecko-římský                                 | 16.-17 září 2019                                   | Mistrovství světa                                  | Nur-Sultan, Kazachstán                             |
| 1/16                                                   | vítězství                                          | 5-3                                                | Alin Alexuc (ROU)                                  | tech. převaha                                      | 4                                                  | 7                                                  | Zápas řecko-římský                                 | 16.-17 září 2019                                   | Mistrovství světa                                  | Nur-Sultan, Kazachstán                             |
| 1/32                                                   | vítězství                                          | 4-3                                                | Oskar Marvik (NOR)                                 | tech. body (5:1)                                   | 3                                                  | 3                                                  | Zápas řecko-římský                                 | 16.-17 září 2019                                   | Mistrovství světa                                  | Nur-Sultan, Kazachstán                             |
| 2018 Mistrovství světa – nestartoval (Zviad Pataridze) |                                                    |                                                    |                                                    |                                                    |                                                    |                                                    |                                                    |                                                    |                                                    |                                                    |
| 2017 Mistrovství světa – nestartoval (Levan Arabuli)   |                                                    |                                                    |                                                    |                                                    |                                                    |                                                    |                                                    |                                                    |                                                    |                                                    |
| 2016 Olympijské hry do 130 kg v klasickém stylu        |                                                    |                                                    |                                                    |                                                    |                                                    |                                                    |                                                    |                                                    |                                                    |                                                    |
| čtvrtfinále                                            | prohra                                             | 3-3                                                | Sergej Semjonov (RUS)                              | tech. body (0:5)                                   | 0                                                  | 9                                                  | Zápas řecko-římský                                 | 15. srpen 2016                                     | Olympijské hry                                     | Rio de Janeiro, Brazílie                           |
| 1/16                                                   | vítězství                                          | 3-2                                                | Oleksandr Černeckyj (UKR)                          | lopatky                                            | 5                                                  | 9                                                  | Zápas řecko-římský                                 | 15. srpen 2016                                     | Olympijské hry                                     | Rio de Janeiro, Brazílie                           |
| 1/32                                                   | vítězství                                          | 2-2                                                | Eduard Sogomonjan (BRA)                            | tech. převaha                                      | 4                                                  | 4                                                  | Zápas řecko-římský                                 | 15. srpen 2016                                     | Olympijské hry                                     | Rio de Janeiro, Brazílie                           |
| 2015 Mistrovství světa do 130 kg v klasickém stylu     |                                                    |                                                    |                                                    |                                                    |                                                    |                                                    |                                                    |                                                    |                                                    |                                                    |
| 1/32                                                   | prohra                                             | 1-2                                                | Heiki Nabi (EST)                                   | tech. body (0:1)                                   | 0                                                  | 0                                                  | Zápas řecko-římský                                 | 8. září 2015                                       | Mistrovství světa                                  | Las Vegas, Spojené státy                           |
| 2014 Mistrovství světa do 130 kg v klasickém stylu     |                                                    |                                                    |                                                    |                                                    |                                                    |                                                    |                                                    |                                                    |                                                    |                                                    |
| 1/16                                                   | prohra                                             | 1-1                                                | Bilal Machov (RUS)                                 | lopatky                                            | 0                                                  | 3                                                  | Zápas řecko-římský                                 | 13. září 2014                                      | Mistrovství světa                                  | Taškent, Uzbekistán                                |
| 1/32                                                   | vítězství                                          | 1-0                                                | Abrorbek Mamasoliyev (UZB)                         | tech. body (10:3)                                  | 3                                                  | 3                                                  | Zápas řecko-římský                                 | 13. září 2014                                      | Mistrovství světa                                  | Taškent, Uzbekistán                                |